# تشاني كلاي
تشاني كلاي (بالإنجليزية: Chaney Kley)‏ هو ممثل أمريكي، ولد في 20 أغسطس 1972 في الولايات المتحدة، وتوفي بنفس المكان في 24 يوليو 2007.

## أعمال

### أفلام
- (2001) شقراء قانونيا[2]

### مسلسلات
- كولد كيس

## وصلات خارجية
- تشاني كلاي على موقع IMDb (الإنجليزية)
- تشاني كلاي على موقع روتن توميتوز (الإنجليزية)
- تشاني كلاي على موقع ألو سيني (الفرنسية)
- تشاني كلاي على موقع أول موفي (الإنجليزية)
- تشاني كلاي على موقع قاعدة بيانات الأفلام السويدية (السويدية)
- تشاني كلاي على موقع قاعدة بيانات الفيلم (الإنجليزية)
- تشاني كلاي على موقع كينوبويسك (الروسية)